# 野口信行
野口 信行（のぐち のぶゆき）は、日本の作家、映像プロデューサー。京都府京都市出身、同志社大学経済学部卒業。

## 略歴
エイベックス、コロムビアミュージックエンタテインメントなどのレコード会社を経て、OLC・ライツ・エンタテインメントへ転職し、人形アニメーションに特化したレーベル「MUKU」の立ち上げに関わる（同社は2009年3月に解散、解雇）。同レーベルが手掛けた「ルドルフ赤鼻のトナカイ」は、2008年12月にamazon.comで数日間のみ1位を獲得している。その他に、『between us,DASENKA』では、脚本の製作にも参加。一方で、認定臨床心理カウンセラーの資格を有しており、処女作となった『座右のメイ』は、自己暗示本という形の小説として発表している。

## 主な作品
- 『between us,DASENKA』（2008年4月25日、脚本の一部を担当）
- 『座右のメイ』（2009年6月11日、PHP研究所、ISBN 9784569709994）